# Sarakreek (Fluss)
Der Sarakreek ist ein Fluss im Distrikt Brokopondo, in der Republik Suriname.

## Flussverlauf
Vor dem Bau des Brokopondo-Stausees in den 1960er Jahren mündete der Sarakreek bei dem ebenfalls im Stausee versunkenen Dorf Koffiekamp als rechter Nebenfluss in den Fluss Suriname. Heute nimmt der Stausee im südöstlichen Bereich den Sarakreek auf und fließt über den Suriname in den Atlantik ab.

## Quelle
Der Sarakreek entspringt etwa 20 km westlich vom Lely-Gebirge, im südöstlichen Teil vom Distrikt Brokopondo, an der Grenze zum Distrikt Sipaliwini. Von der Quelle bis zum Brokopondo-Stausee hat er etwa eine länge von 50 km.

## Gold, Verunreinigung
Bereits Ende des 19. Jahrhunderts wurde am Sarakreek Gold entdeckt. Um die Goldgewinnung zu erleichtern wurde zwischen 1903 und 1912 die Lawabahn bis zum Ort Dam am Sarakreek (heute Stausee) gebaut.
Durch legale und illegale Goldsucher kam es in den letzten Jahrzehnten immer wieder zur Verunreinigung des Sarakreekes. Ende 2015, Anfang 2016 wurde die Situation noch verschärft durch vom Stausee zum Sarakreek verbannte Goldpontons.
Durch diese schwimmenden Goldgewinnungsfabriken wird der Sarakreek durch den Gebrauch von Quecksilber weiter schwer belastet.